# Heterochelus connatus
Heterochelus connatus är en skalbaggsart som beskrevs av Hermann Burmeister 1844. Heterochelus connatus ingår i släktet Heterochelus och familjen Melolonthidae. Inga underarter finns listade i Catalogue of Life.